# Altstadt von Ljubljana

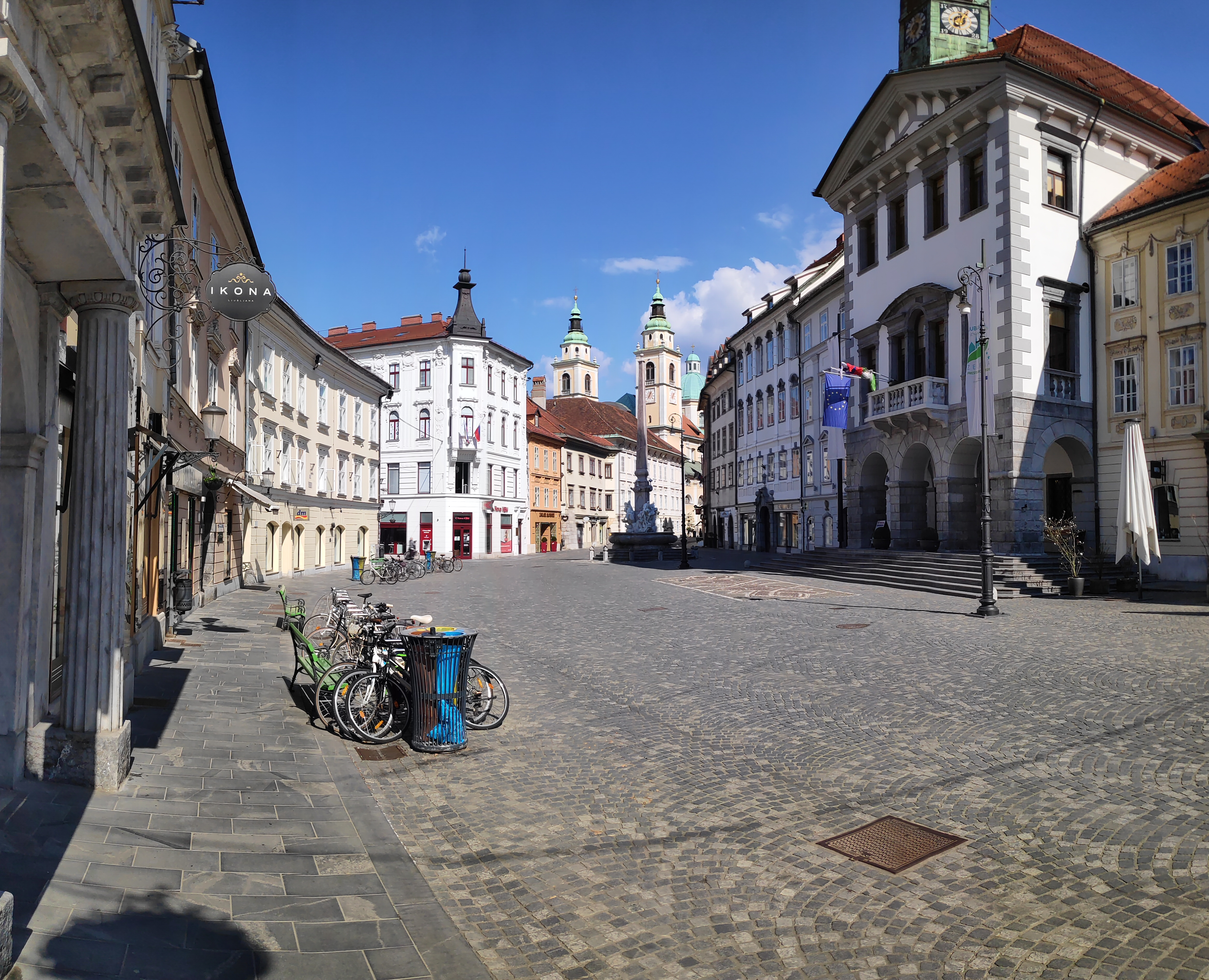
Stadtplatz/Rathausplatz Ljubljana (Mestni trg) während der Covid-Pandemie 2020

Die Altstadt von Ljubljana / Laibach, der Hauptstadt Sloweniens, liegt im Stadtbezirk Center unterhalb des Laibacher Burgbergs beidseits des Flusses Ljubljanica.
Sie umfasst die Stadtteile Stara Ljubljana sowie Gradišče und entspricht damit weitgehend den Laibacher Bezirken II. Jakobs-Viertel / Kolodvorski del (auf der rechten Seite der Ljubljanica) sowie III. Burg-Viertel / Dvorni del (auf der linken Flussseite) nach dem Häuserverzeichnis von 1877.

## Südlich von Tromostovje, rechts der Ljubljanica

### Mestni trg (Stadtplatz)

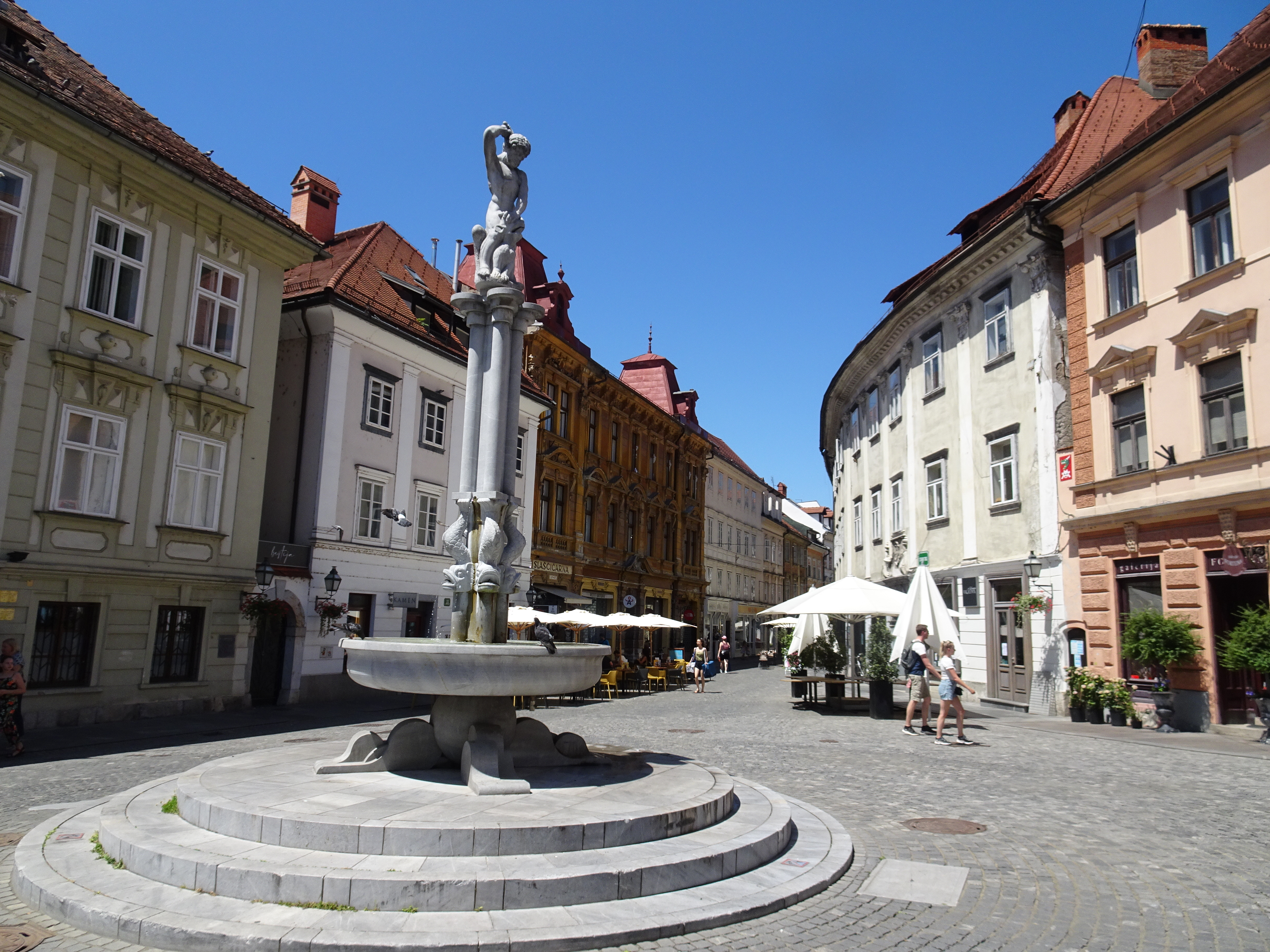
Alter Platz (Stari trg) und Herkulesbrunnen

Die drei Altstadtplätze Mestni trg (Stadtplatz, früher Rathausplatz), Stari trg (Alter Platz) und Gornji trg (Oberer Platz) bilden Ljubljanas historischen mittelalterlichen Kern.
Am Mestni trg steht das Laibacher Rathaus aus dem 15. Jahrhundert. Hier befindet sich heute der Sitz der Stadtgemeinde Ljubljana.
Auf dem Platz vor dem Rathaus steht der barocke Brunnen der Drei Krainer Flüsse, ein Werk des Meisters Francesco Robba (das Original befindet sich in der Nationalgalerie). Eine weitere Sehenswürdigkeit des Platzes ist eine Büste des Komponisten Gustav Mahler (Hausnummer 17), der in den Jahren 1881 und 1882 im Philharmonischen Verein von Ljubljana, dem Vorgänger der heutigen Slowenischen Philharmonie, als Dirigent tätig war. Erwähnenswert ist das Souvan-Haus aus dem Jahr 1827 (Hausnummer 24) mit seiner typischen Biedermeierfassade von Francesco Coconi, deren Reliefs Landwirtschaft, Kunst und Handel symbolisieren. Architektonisch interessant ist das im Jugendstil gestaltete Drofenig-Haus (Hausnummer 23) mit der ersten modernen Montagefassade in Ljubljana.

### Stari trg (Alter Platz)
Der Mestni trg verläuft parallel zur Ljubljanica nach Süden und geht in den Stari trg (Alter Platz oder Alter Markt) über, den ältesten Teil des mittelalterlichen Laibachs. Fast alle hier stehenden Häuser sind barock. Besonders sehenswert sind das Schweigerhaus (Nr. 11a) mit einer der schönsten spätbarocken Fassaden in Ljubljana und der Sitticherhof (Nr. 34). Hier steht seit den 90er Jahren des 20. Jahrhunderts wieder der Herkules-Brunnen. Es handelt sich um die moderne Interpretation eines im 18. Jahrhundert abgerissenen Barockbrunnens, dessen Herkules-Statue heute im Arkadengang des Rathauses ausgestellt ist.

### Gornji trg (Oberer Platz)
Hinter dem Herkules-Brunnen beginnt der Gornji trg (Oberer Platz oder Oberer Markt). Er verläuft nach Südosten und führt zum Aufgang auf den Burgberg. Einige der hier stehenden Häuser haben mit ihren zur Straße hin gewendeten Dachfirsten ihre mittelalterliche Gestalt bewahrt. Die Mitte des Platzes wird von der St.-Florians-Kirche beherrscht.

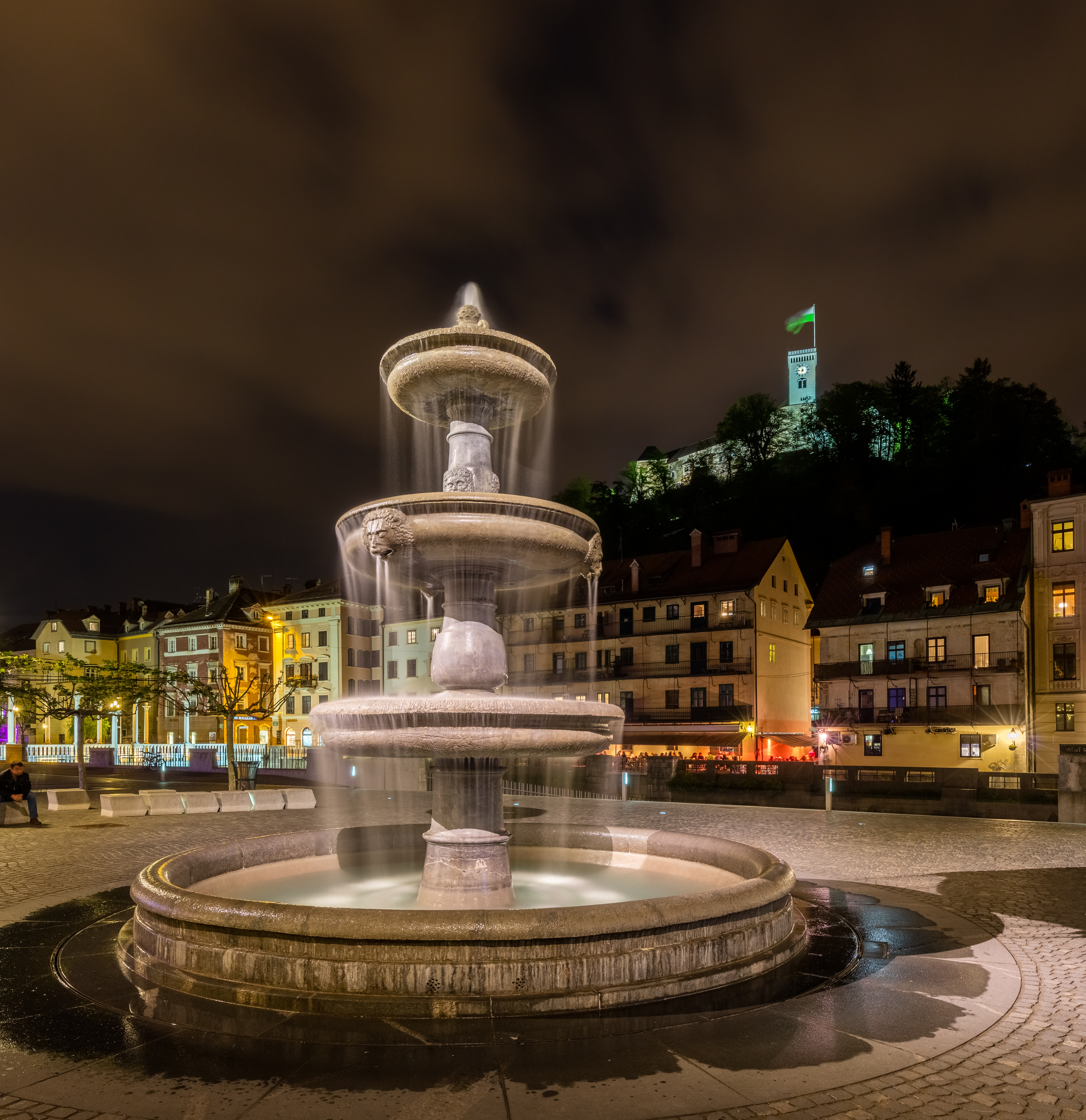
Brunnen auf dem Neuen Platz (Novi trg)

### Levstikov trg (Levstik-Platz)
Der Levstikov trg wurde von Jože Plečnik gestaltet. Vor der St.-Jakobs-Kirche steht eine Mariensäule, die im Jahre 1681 als Dank dafür, dass das Land von den Türken verschont blieb, errichtet wurde. Im Gruber-Palast auf der anderen Seite der Straße befindet sich heute das zentrale Staatsarchiv Sloweniens.

## Südlich von Tromostovje, links der Ljubljanica

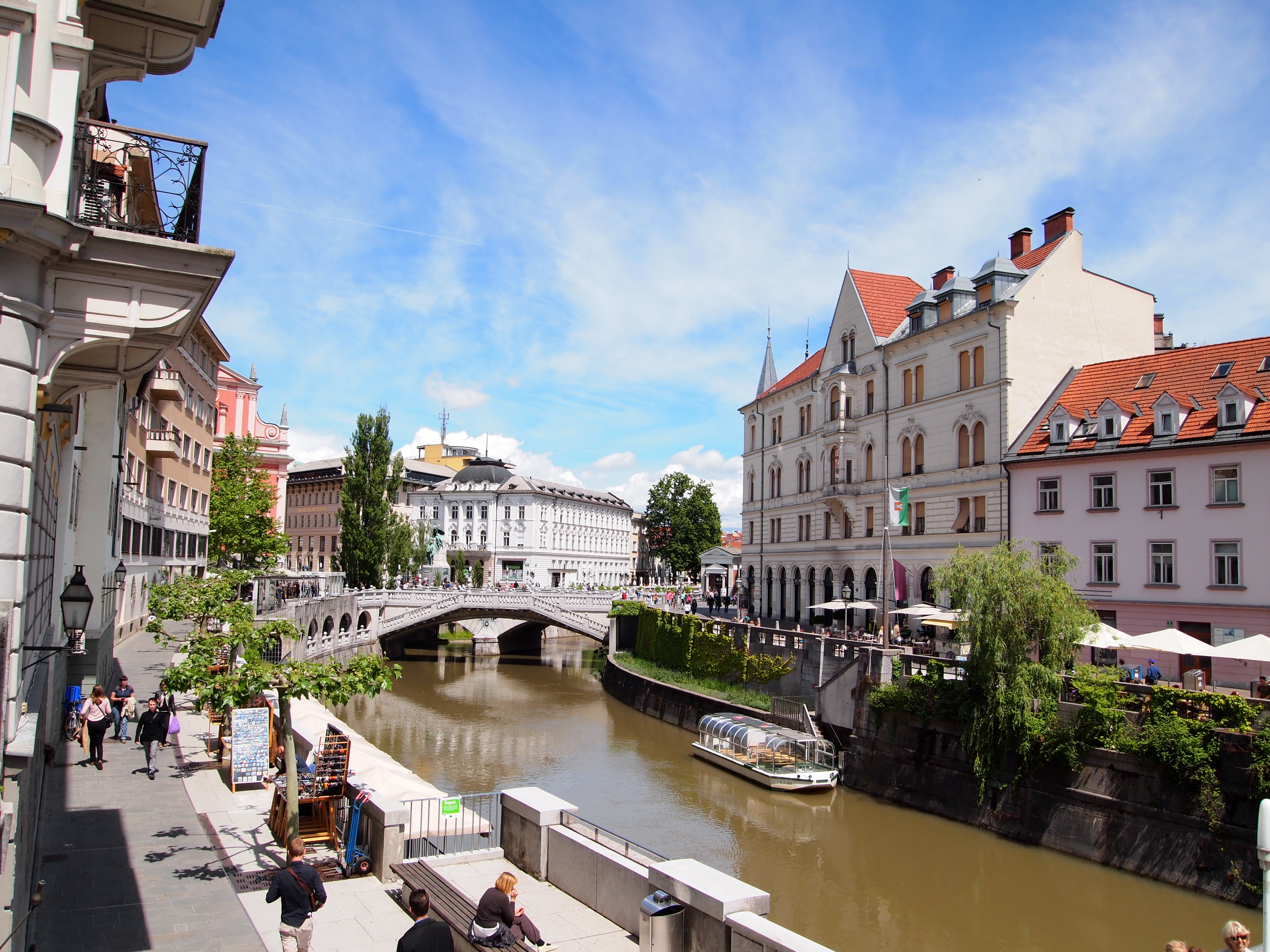
Blick über das Hribar-Ufer zu den Drei Brücken

### Welterbe „Jože Plečnik in Ljubljana“
Auf der linken Flussseite befindet sich die Mehrzahl der im UNESCO-Programm Die Werke von Jože Plečnik in Ljubljana – am Menschen orientierte Stadtgestaltung gewürdigten Bauten und urbanen Gestaltungen des berühmten slowenischen Architekten, wie die Uferpromenade Trnovski Pristan, die Trnovo-Brücke, der Platz der Französischen Revolution, die National- und Universitätsbibliothek, der Kongressplatz, sowie Zugang und Blick zur Schusterbrücke, zu den Drei Brücken und zum Zentralmarkt.

### Breg
Über die Sankt-Jakobs-Brücke (Šentjakobski most) gelangt man nach Breg (slowenisch für Ufer) am linken Ufer der Ljubljanica. Das bedeutendste Gebäude in der Uferstraße ist das Zois-Palais.

### Novi trg (Neuer Platz) und Turjaška ulica
Breg endet am Novi trg (Neuer Platz) (Neumarkt, früher Auerspergplatz), an dem das Palais Lontovž, der Sitz der Slowenischen Akademie der Wissenschaften und Künste, steht. Der Platz wird im Westen durch die Gosposka ulica begrenzt und findet von dort über die kurze Turjaška ulica (Auersperggasse) Anschluss an die Vegova ulica. Die Turjaška ulica hieß bis 1928 Fürstenhofgasse nach dem Auerspergpalais, an dessen Stelle heute die Slowenische National- und Universitätsbibliothek steht.

### Hribar-Ufer und Dvorni trg (Burgplatz)
Nördlich des Novi trg folgen am Fluss die Čevljarska ulica, dann die Schusterbrücke und der Jurčičev trg, der nach Westen zur Židovska ulica und nach Norden zur Kreuzung von Židovska steza und Hribar-Ufer (Hribarjevo nabrežje) führt. Von Hribar-Ufer Richtung Norden gehen ab: Dvorni trg (Burgplatz), Kratka steza und Gledališka stolba, gefolgt von Fischersteg und Gerbertreppe (Gerberjevo stopnišče). Über den restliche Verlauf des Hribar-Ufers, parallel zur Wolfova ulica, kommt man zum Preserenplatz mit der Franziskanerkirche und dem Denkmal für France Preseren. Von dort führen die Drei Brücken zurück auf das rechte Flussufer zum Zentralmarkt von Ljubljana, dem Dom St. Nikolaus, dem Aufgang zum Laibacher Schloss und zum Stadtplatz.